# Route nationale 9
Die Route nationale 9, kurz N 9 oder RN 9, ist eine französische Nationalstraße.
Die Straße wurde im Jahr 1824 festgelegt und entstand aus dem Streckenführung der Route impériale 10. Ihre Länge betrug 597,5 Kilometer.
Die Nationalstraße zweigte in Moulins von der Route nationale 7 ab und verlief zur spanischen Grenze bei Le Perthus. In Spanien wird sie dann als Nationalstraße N-II nach Madrid fortgesetzt.
Südlich von Saint-Flour unterquert sie im Tal der Truyère dreimal das 1884 gebaute Garabit-Viadukt.
Bis 1945 verlief die N 9 über Port-la-Nouvelle. Dann übernahm sie den Straßenverlauf von der N 9B, die dann die Anbindung von Port-la-Nouvelle übernahm. Die Länge sank dadurch um 5,5 Kilometer.
Im Jahr 1969 erfolgte wegen des Aufstauens des Lac du Salagou eine Streckenverlegung der N 9 auf Abschnitte der Trassen von N 109 und N 608, sowie eine Neubautrasse westlich von Ceyras, die heute Teil der A75 ist.
In den 1990ern erfolgte durch die parallel entstehende Autoroute A75 (Clermont-Ferrand – Béziers) die Herabstufung vieler Abschnitte. Teilweise wurden die Schnellstraßenabschnitte der N 9 in die Streckenführung der Autobahn integriert.
Am 13. Juni 1993 wurde durch einen Felsrutsch an der Südrampe des Pas de l'Escalette die N9 unterbrochen. Man beschleunigte die Arbeiten an dem im Bau befindlichen Tunnel und nahm im Sommer 1994 dann den Betrieb durch diesen auf.
Im Jahr 2006 wurde dann bis auf einen kurzen Abschnitt durch Massiac, der die N122 mit der A75 verbindet, die restliche Nationalstraße in Département-Straßen umgewandelt.

## N 9a

Schild der N9^{A}

Die N9A war ein Seitenast der N9 und direkter Nachfolger der Route nationale 9bis. Sie existierte von 1933 bis 1978. Ihr folgte die Nummer N209 nach.

## N 9b
Die Route nationale 9B, N 9B oder RN 9B, war eine französische Nationalstraße und zugleich ein Seitenast der N 9.
Die Nationalstraße wurde 1933 eingerichtet und führte zunächst von Sigean, wo sie von der N 9 abzweigte, direkt südlich nach Les-Cabanes-de-Lapalme. Dazu wurde die Départementstrasse Ic66 (chemin de Intérêt commun) des Départements Aude aufgestuft. Die Länge betrug 8 Kilometer.
Im Jahr 1945 wurde diese Streckenführung von der Nationalstraße N9 übernommen und die N 9B wurde auf die alte Trasse der N 9 zwischen Sigean und Port-la-Nouvelle verlegt. Dadurch betrug dann die Länge 5,5 Kilometer.
1973 erfolgte dann die Herabstufung zur D 9B.
Daraufhin erhielt die Straße im Jahr 1984 erneut den Status einer Nationalstraße und wurde bis 2006 unter der Straßennummer N 139 klassifiziert.
Im Jahr 2006 erfolgte eine erneute Herabstufung zur Département-Straße.

## N 9c
Die Route nationale 9C, kurz N 9C oder RN 9C, war eine französische Nationalstraße und von 1933 bis 1973 ein Seitenast der N 9, der von dieser bei Rivesaltes abzweigte und nach Le Barcarès verlief. Die Länge betrug 12 Kilometer.
Im Jahr 1973 wurde sie komplett zur Département-Straße D 90 herabgestuft. Mittlerweile ist ein Teil dieser Straße zur Schnellstraße D 83 umgewidmet worden.

## N 9d
Die Route nationale 9D, kurz N 9D oder RN 9D entstand 1970 aus einem Teilstück der Nationalstraße 9, das von der Nationalstraße 608 in Clermont-l’Hérault südlich hinaus auf die Einmündung der neu entstandenen Ostumgehung in die N 9 verlief, auf die diese verlegt wurde. Seit 1973 trägt sie die Nummer D 909D.

## N139
Die Nummer N139 war zeitweise für Seitenäste von der N9 vergeben. Der erste existierte von 1976 bis 2006 als Verbindung der N9 mit der Anschlussstelle 42 der A9 – heute D139 und der zweite existierte von 1984 als wiederaufgestufte N9B.

## N209
Die N209 ist ein Seitenast der N9 und zweiter Nachfolger der Route nationale 9bis. Sie existierte ab 1978 zwischen Gannat und Varennes-sur-Allier. 2007 wurde sie zwischen Gannat und Creuzier-le-Neuf abgestuft, sodass sie seit keine Verbindung zur N9 mehr hat.

## N2009
Die N2009 war bis 2006 an mehreren Stellen ein Seitenast der N9, der jeweils entstand, wenn die N9 auf eine parallel verlaufende Schnellstraße verlegt wurde. Der längste entstand südlich von Millau, wo die N9 bis 1992 den Vorlauf für die A75 bildete.